# Pawel Wiktorowitsch Kusnezow
Pawel Wiktorowitsch Kusnezow (russisch Павел Викторович Кузнецов; * 10. Juli 1961 in Strunino, Russland) ist ein ehemaliger sowjetischer Gewichtheber.

## Sportliche Karriere
Kusnezow fiel erstmals 1983 international auf, als er die Weltmeisterschaft in Moskau in der Klasse bis 100 kg gewann. Er erzielte mit 422,5 kg, bestehend aus 182,5 kg im Reißen und 240,0 kg im Stoßen, dieselbe Leistung wie sein Landsmann Alexander Popow, der allerdings mehr Körpergewicht auf die Waage brachte. 1985 reichte seine Zweikampfleistung von 407,5 kg bei der Weltmeisterschaft in Södertälje nur für den zweiten Platz hinter dem Ungarn Andor Szanyi, der 415,0 kg erzielte.
Zur WM 1987 konnte Kusnezow seine Leistung wieder auf 422,5 kg steigern, was für den Weltmeistertitel vor Nicu Vlad mit 420,0 kg ausreichte. Auch bei den Olympischen Spielen 1988 in Seoul konnte er seinen Konkurrenten Vlad deutlich distanzieren und gewann mit 425,0 kg die Goldmedaille mit einem Abstand von 22,5 kg auf den Zweitplatzierten. Ein Jahr später zur Weltmeisterschaft in Athen sank Kusnezows Leistung auf 400,0 kg ab und er erlangte den dritten Platz hinter Vlad und Stefanov.

## Persönliche Bestleistungen
- Reißen: 192,5 kg bei der WM 1987 in Ostrava in der Klasse bis 100 kg.
- Stoßen: 242,5 kg bei der 1987 in Archangelsk in der Klasse bis 100 kg.
- Zweikampf: 435,0 kg (192,5 + 242,5 kg) bei der 1987 in Archangelsk in der Klasse bis 100 kg.